# Stenhypena formosana
Stenhypena formosana là một loài bướm đêm trong họ Erebidae.